# Sant Julià de Ramis
Sant Julià de Ramis è un comune spagnolo di 2 098 abitanti situato nella comunità autonoma della Catalogna.